# Maison d'Halmale

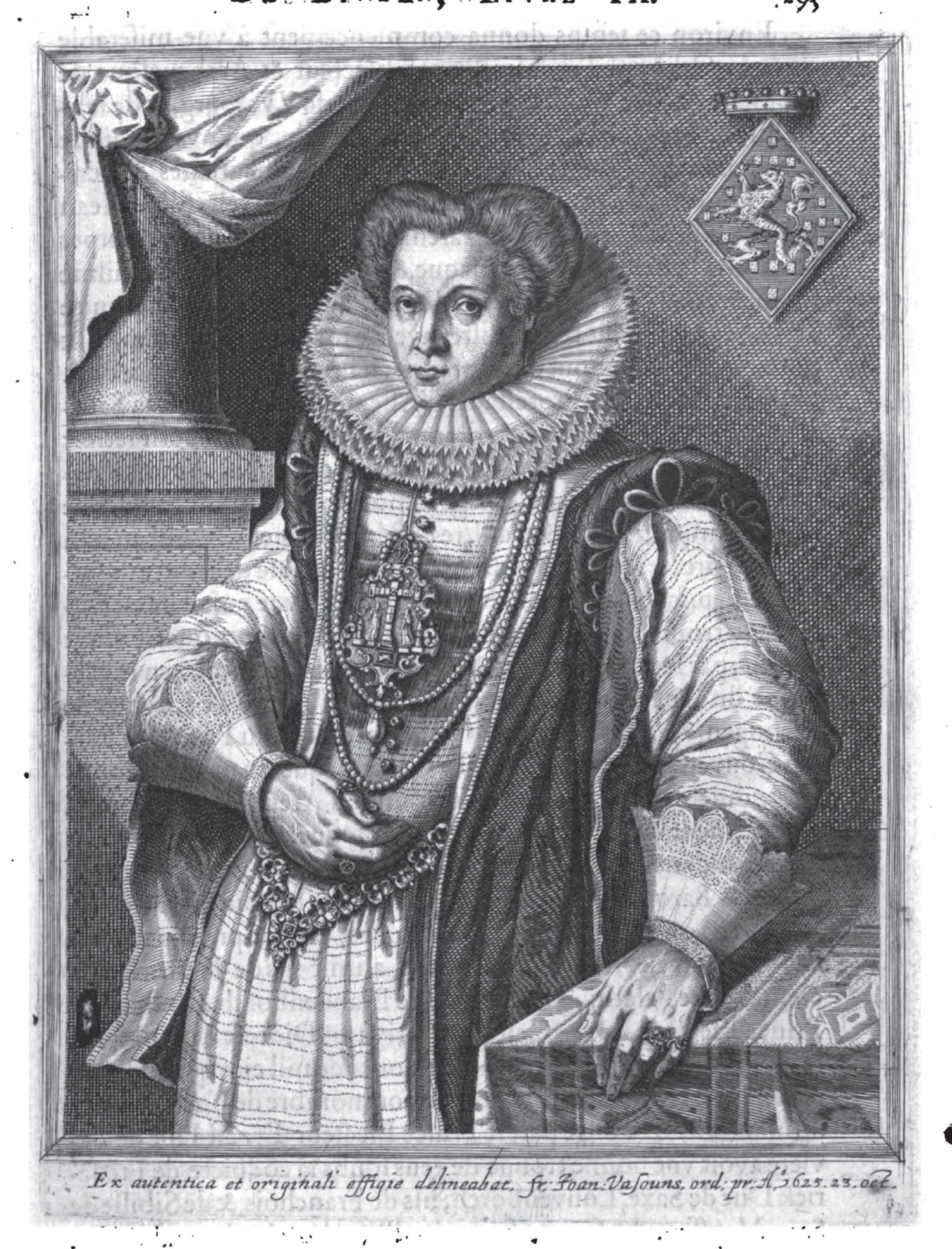
Marie de Halmale

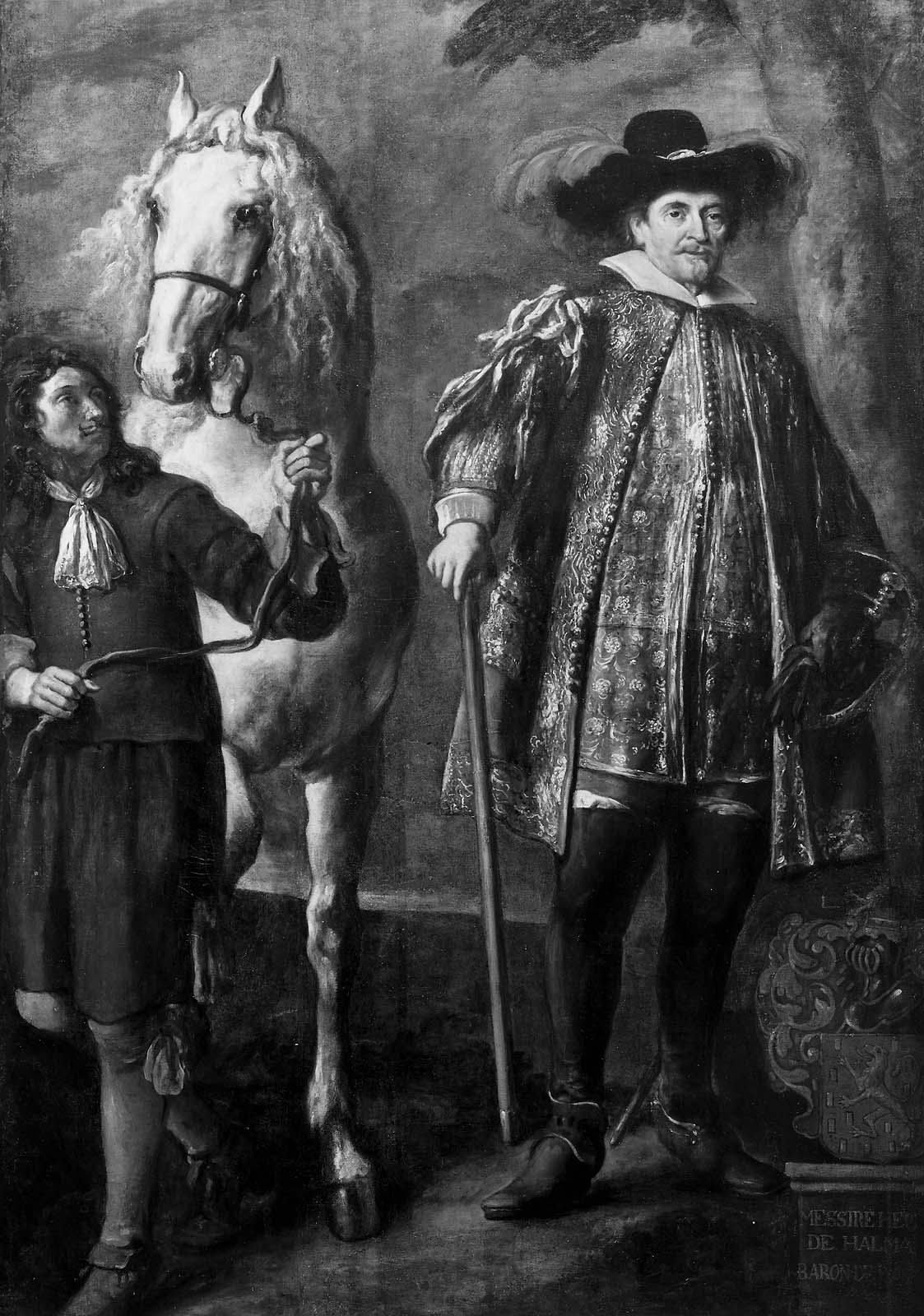
Henri d'Halmaele avec son cheval par Ovens. Museum of Fine Arts, Boston

La Maison d'Halmale (Halmael ou d'Hamal) fut une ancienne et illustre famille patricienne flamande. Anne Louis Eduard fut titré 1er comte de Halmale en 1752.
Cette famille fut alliée par mariage à d'autres familles de grande histoire.

## Fragment généalogique
- Costen van Halmale  (approx. 1432-1508);
allié à dame Katharina van Werve.
  - Chevalier Henri I (1er mars 1549 – Anvers, 1614);
allié à Margriete 't Seraerts.
    - Henri II

  - Marie de Halmale;
allié à Herman de Lynden,1er Baron de Reckheim
    - Ernest de Lynden, 2e baron de Reckheim

  - Guillaume d'Halmaal, maitre des requêtes au grand conseil de Malines;
allié à Marguerite vander Dilft
    - Jeanne-Angélique d'Halmaele,
alliée à Georges-Joseph de Caestre[3]

## Autres personnes
- Philippe, Baron d'Halmael, enterré à Anvers-Saint-Joris, 26 septembre 1656.
- Henri de Halmaele: évêque d'Ypres.